# Lazar Mojsov
Lazar Mojsov (makedonsky: Лазар Мојсов; 19. prosince 1920 Negotino – 25. srpna 2011 Bělehrad) byl jugoslávský komunistický politik makedonské národnosti. V letech 1987–1988 byl prezidentem Jugoslávie (předsedou předsednictva), v letech 1980–1981 nejvyšším vůdcem Svazu komunistů Jugoslávie (předsedou předsednictva ústředního výboru), v letech 1977–1978 předsedou Valného shromáždění OSN a v letech 1982 až 1984 ministrem zahraničí Jugoslávie.

## Život
Vystudoval práva na Bělehradské univerzitě. Za druhé světové války patřil k jugoslávským partyzánům, byl členem Antifašistického shromáždění lidového osvobození Makedonie (ASNOM). Na konci 40. let se jako státní zástupce tzv. soudu národní cti účastnil procesů proti mnoha skutečným nebo domnělým kolaborantům a lidem s probulharskými názory, kteří byli odsouzeni k trestu smrti za vlastizradu. V letech 1948 až 1951 byl generálním prokurátorem Socialistické republiky Makedonie. Jeho kariéra v justici vyvrcholila postem předsedy Nejvyššího soudu Makedonie, který zastával v letech 1953–1955.
Poté se stal poslancem a byl šéfredaktorem novin Nova Makedonija (1956–1958) a Borba (1962–1964). V letech 1958 až 1961 působil jako jugoslávský velvyslanec v Sovětském svazu a Mongolsku, v letech 1967 až 1969 v Rakousku, v letech 1969–1974 v Guyaně a na Jamajce a ve stejné době působil jako jugoslávský velvyslanec při OSN. V roce 1972 zastupoval Jugoslávii v Radě bezpečnosti a v červnu 1972 a září 1973 jí předsedal. V letech 1974 až 1982 byl náměstkem ministra zahraničí Jugoslávie. Jeho diplomatická kariéra vyvrcholila na postu předsedy Valného shromáždění OSN a ministra zahraničí, politická pak v letech 1980 až 1981, kdy působil jako předseda předsednictva Ústředního výboru komunistické strany, v letech 1984 až 1989 byl členem kolektivního předsednictva Jugoslávie a od 15. května 1987 do 15. května 1988 byl jeho předsedou, tedy hlavou státu.
Po stávce kosovských horníků v roce 1989 se podílel na přípravě zatčení kosovsko-albánského politika Azema Vllasiho a vytvořil konspirační teorii, že za nepokoji stojí albánská tajná služba.
V roce 1990 se stal členem srbské politické strany Liga komunistů – Hnutí pro Jugoslávii (v roce 1994 splynula se stranou Jugoslávská levice, kterou vedla manželka Slobodana Miloševiće Mirjana Markovićová). Po rozpadu Jugoslávie se nevrátil do rodné Makedonie a zůstal žít v Bělehradě.
Jeho dcera Svetlana Mojsovová se stala významnou americkou chemičkou, její práce byla základnou pro vývoj léku na obezitu Ozempic.